# サモア標準時
| UTC-3:30 | ニューファンドランド標準時 （ニューファンドランド夏時間はUTC-2:30） |
| UTC-4    | 大西洋標準時（大西洋夏時間はUTC-3）                                 |
| UTC-5    | 東部標準時（東部夏時間はUTC-4）                                     |
| UTC-6    | 中部標準時（中部夏時間はUTC-5）                                     |
| UTC-7    | 山岳部標準時（山岳部夏時間はUTC-6）                                 |
| UTC-8    | 太平洋標準時（太平洋夏時間はUTC-7）                                 |
| UTC-9    | アラスカ標準時（アラスカ夏時間はUTC-8）                             |
| UTC-10   | ハワイ・アリューシャン標準時                                        |

| UTC+10 | チャモロ標準時 |
| UTC-11 | サモア標準時   |

サモア標準時（サモアひょうじゅんじ、Samoa Standard Time）は、協定世界時 (UTC) を11時間遅らせた標準時で、アメリカ領サモアでの時間帯の呼び名として使われる（UTC-11）。この標準時は同じくアメリカ合衆国領のミッドウェー島やジャーヴィス島、パルミラ環礁、キングマン・リーフでも使用されている。なお、サモア独立国では2011年12月29日からの日付変更時に自国の標準時をUTC-11からUTC+13に変更している。

## IANA time zone database
tz databaseのzone.tabには、アメリカ領サモアの標準時が1つ含まれている。
| 国コード | 座標        | TZ                | 注釈                 | 協定世界時との差 | 夏時間 | 備考 |
| -------- | ----------- | ----------------- | -------------------- | ---------------- | ------ | ---- |
| AS       | −1416−17042 | Pacific/Pago_Pago | サモア、ミッドウェー | −11:00           | −11:00 |      |